# Dicksonia
Dicksonia is een geslacht van boomvarens. Het is vernoemd naar James J. Dickson (1738 - 1822), Engels kweker en mede-oprichter van de Linnean Society of London. De datum van publicatie wordt wisselend opgegeven als 1788 of 1789; de publicatie door Charles Louis L'Héritier de Brutelle in Sertum Anglicum zag het licht in 1789, maar de voorpagina vermeldt 1788.
Het geslacht telt zo'n 25 soorten van in Mexico tot in tropisch Zuid-Amerika, op het eiland Saint Helena, in Australië en van Maleisië tot in Polynesië. Het zijn 'echte' boomvarens met soms metershoge stammen en grote, drievoudig samengestelde bladeren. De sori staan aan de bladrand en bezitten een tweekleppig indusium, waarvan de ene klep gevormd wordt door de gemodificeerde bladrand.
De Tasmaanse boomvaren (Dicksonia antarctica) kan zeer koel gekweekt worden. In Zuid Engeland wordt deze soort zelfs wel op beschutte plaatsen buiten geplant, in Nederland is de soort zeer geliefd als kuipplant, die 's zomers buiten geplaatst wordt.
De familie Dicksoniaceae wordt door de meeste taxonomen ingedeeld in de orde Cyatheales (boomvarens), maar in de systematiek zoals gebruikt in de 23e druk van de Heukels in de orde Filicales.

## Soorten
- Dicksonia amorosoana Lehnert & Coritico
- Dicksonia antarctica Labill.
- Dicksonia arborescens L'Hér.
- Dicksonia archboldii Copel.
- Dicksonia baudouinii E.Fourn.
- Dicksonia berteroana (Colla) Hook.
- Dicksonia blumei (Kunze) T.Moore
- Dicksonia brackenridgei Mett.
- Dicksonia celebica Lehnert
- Dicksonia ceramica Lehnert
- Dicksonia externa Skottsb.
- Dicksonia fibrosa Colenso
- Dicksonia grandis Rosenst.
- Dicksonia herbertii W.Hill
- Dicksonia hieronymi Brause
- Dicksonia karsteniana (Klotzsch) T.Moore
- Dicksonia lanata Colenso
- Dicksonia lanigera Holttum
- Dicksonia lehnertiana Noben, F.Giraldo, W.D.Rodr. & A.Tejedor
- Dicksonia mollis Holttum
- Dicksonia munzingeri Noben & Lehnert
- Dicksonia perriei Noben & Lehnert
- Dicksonia sciurus C.Chr.
- Dicksonia sellowiana (C.Presl) Hook.
- Dicksonia squarrosa (G.Forst.) Sw.
- Dicksonia stuebelii Hieron.
- Dicksonia thyrsopteroides Mett.
- Dicksonia timorensis Adjie
- Dicksonia utteridgei Lehnert & Cámara-Leret
- Dicksonia youngiae C.Moore ex Baker